# 안정 피로
안정 피로(眼精疲勞, eye strain, asthenopia)는 눈 주위에 피로, 통증이 있거나 흐릿하게 보이거나 두통이 있거나 간헐적으로 다시증이 있는 비특이적 증상을 지니는 눈병이다. 이 증상은 독서, 컴퓨터 작업, 또는 따분한 시각 작업을 수반하는 기타 근거리 활동 이후에 종종 발생한다.
70 Hz 미만의 낮은 화면 재생 빈도를 가진 CRT 컴퓨터 모니터나 CRT 텔레비전을 사용하면 상의 깜박임으로 인하여 비슷한 문제를 일으킬 수 있다. CRT를 에이징하는 일을 할 경우 이 또한 살짝 초점이 맞지 않는 상황이 발생하여 안정 피로를 일으킬 수 있다. LCD는 초점이 맞지 않는 상황은 발생하지 않지만 LCD의 백라이트가 펄스 폭 변조를 사용한다면 깜박임에 취약해질 수 있다.

## 병인
가끔 안정 피로는 특정한 시각적 문제로 인해 발생할 수 있는데, 이를테면 제대로 교정되지 않은 굴절 이상이라든지 조절 부족, 안구사위와 같은 양안시 문제를 들 수 있다. 컴퓨터나 전화 등에서 보이는 모니터를 주시함으로써 종종 발생한다.

## 치료
가장 효율적인 치료법으로는 방 안의 모든 광원을 제거하고 어둠 속에서 눈을 쉴 수 있게 하는 것이다. 초점을 맞추는 일에서 해방시킴으로써 눈은 시간이 지남에 따라 자연스럽게 이완되며 안정 피로를 일으키는 불편함을 완화시킨다. 냉찜질 또한 어느 정도 도움을 줄 수 있으나, 얼음과 같이 눈 자체에 위해를 줄 정도의 물건을 사용하지 않도록 해야 한다. 수많은 기업들은 특별히 색조 처리된 렌즈를 사용한 컴퓨터 안경을 출시하여 안정 피로를 일으키는 요인들 중 다수를 없애는데 도움을 주고 있지만 완전하게 예방을 해주지는 못한다. 오히려 안정 피로를 일으키기 쉽지 않도록 만들어줄 뿐이다.

## 같이 보기
- VDT 증후군
- 눈부심
- 검안